# 范純仁
范純仁（1027年—1101年），字堯夫，蘇州吳縣（今江蘇省蘇州市）人，北宋政治家范仲淹次子。皇祐元年進士，從胡瑗、孫復學。

## 生平
范純仁為人正派，政治見解與司馬光同屬保守派。熙寧二年（1069年）七八月間，純仁上書皇上，公開指責安石“掊剋財利”，他因反對王安石變法遭貶逐。但司馬光復相後，堅持要廢除“青苗法”、“免役法”時，范純仁对此不以為然。范純仁對司馬光說：“新法當廢，罷其太甚者可也，恢复差役法一事，尤當熟講而緩行，不然滋為民病。且宰相職在求人，變法非所先也。愿司馬公虛心以延眾議，不必謀自己出。謀自己出，則諂諛得乘間迎合矣！”他希望司馬光虛心“以延眾論”，有可取之處的主張，盡量採納。可惜司馬光並不以此為意，憤怒地說：“子瞻、堯夫之論，光不敢苟同。募役病民害國，百害而無一利，民皆厭而訟之，何其子瞻、堯夫鍾情而不悟！”只把范純仁的看法當作耳邊風，盡廢新法。蘇東坡、范純仁等人相當惆悵地嘆息：“奈何又一位拗相公”。
范純仁總結自己∶“吾生平所學，得之忠恕二字， 一生用之不盡”。范純仁告誡子弟，德行成就的關鍵就在以“責人之心責己，恕己之心恕人”。
范純仁在建中靖國元年（1101年）去世，死後諡“忠宣”。妻王質女。有五子范正民、范正平、范正思、范正路及范正國，另有五名女兒分別嫁給將作監主簿崔保孫、朝請郎莊公岳、奉議郎司馬宏、承議郎蔡轂及通直郎郭忠孝。

## 著作
著有《范忠宣公集》五十卷，《臺諫論事》五卷、《邊防奏議》二十卷。文集于南宋嘉定間由沈圻刊印，遂為定本，歷代遞有刊修。現存《范忠宣公集》二十卷，有元天曆元年刊本、明嘉靖間刊本、萬曆三十六年毛一鷺刊二范集本、清康熙合刊二范集本。四庫全書本《范忠宣集》十八巻，奏議二巻遺文一巻補編一巻。

## 傳記
李之儀《范忠宣公行狀》（《范忠宣公集》附）、曾肇《范忠宣公墓誌銘》（《曲阜集》卷三）、《宋史》卷三一四本傳。